# المبادرة المغربية لولوج دول الساحل للمحيط الأطلسي.

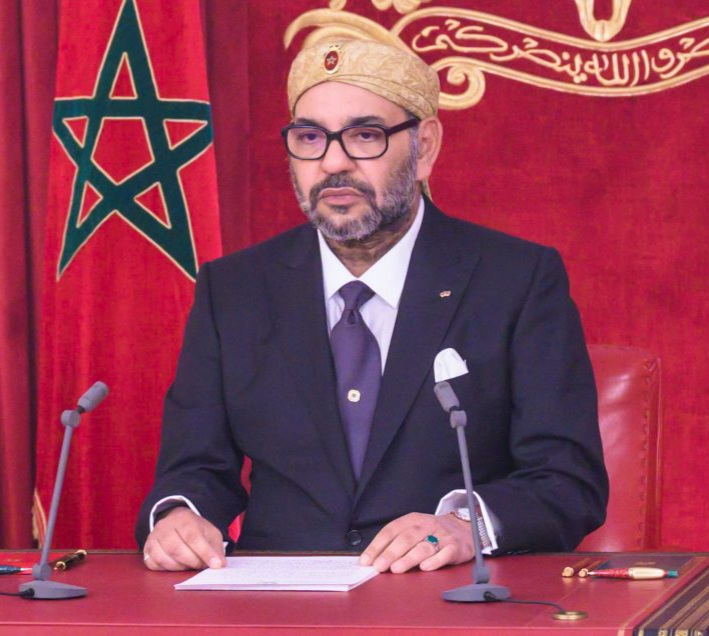

## مقدمة

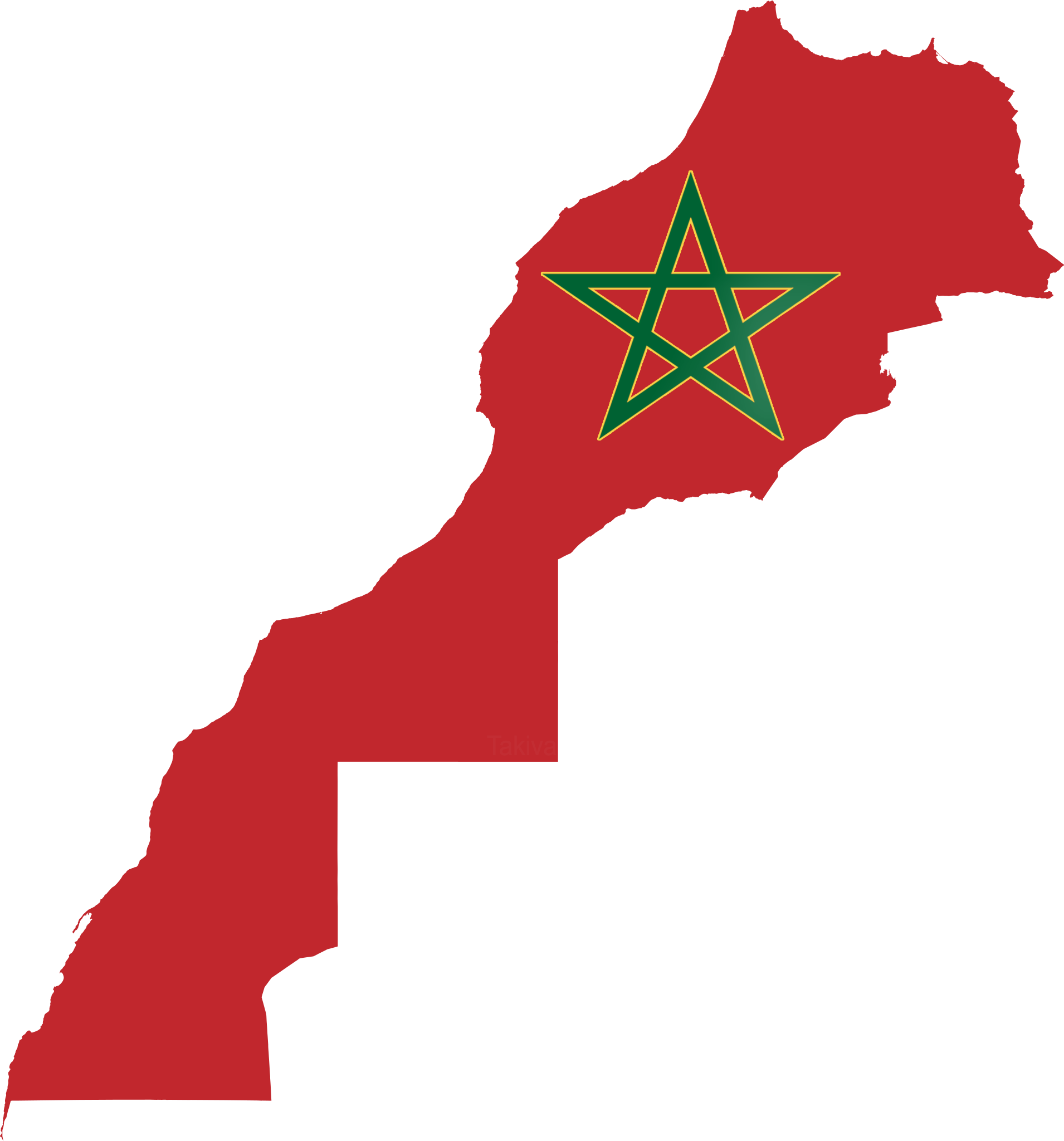

في تاريخ 6 نوفمبر 2023 تم الإعلان عن مبادرة مغربية رامية لتعزيز ولوج دول الساحل (إفريقيا) إلى المحيط الأطلسي بمناسبة الذكرى 48 المسيرة الخضراء. تؤكدً على استعداد المغرب لتقديم دعمه عبر إتاحة البنية التحتية الخاصة بالطرق، الموانئ، والسكك الحديدية
استضاف المغرب مؤخرًا "منتدى المغرب اليوم"، الذي جمع ما يقرب من 400 ضيف بارز جاءوا لمناقشة مستقبل إفريقيا الأطلسية. وتحت شعار "رؤية الملك: أفريقيا الأطلسية، من أجل منطقة قارية متكاملة وشاملة ومزدهرة"، كانت هذه الطبعة السابعة مسرحا لمناقشات حية والتزامات ملموسة.

## ميناء الداخلة الأطلسيفي خدمة المبادرة
إنجاز بناء ميناء الداخلة الأطلسي يبلغ حوالي 25٪، و بعد اكتماله، ستتحول الأقاليم الجنوبية إلى مركز رائد للصناعة والتجارة البحرية مع دول الساحل، مرتبطة بخطوط بحرية تصل إلى أوروبا وأمريكا الشمالية.
- يؤهل موقع ميناء الداخلة الأطلسي المغرب في واجهته الأطلسية ليكون واجهة المغرب البحرية الأطلسية و محطة للنقل البحري التجاري للمسافات الطويلة عبر المحيط الأطلسي نحو إفريقيا والهند أمريكا أستراليا، مثلما يشكل محركا قويا للاقتصاد الصحراء المغربية ابتداءا من عام 2028، [7][8][9] وهي السنة التي يتوقع أن تنتهي الأشغال فيها بهذا الميناء، و ينسجم هذا الميناء مع المبادرة الأطلسية التي أطلقها العاهل المغربي الملك محمد السادس و التي ستستفيد منها دول الساحل ، إذا سيشكل فرصة تجارية مهمة لهذه الدول لتعزيز الجانب التجاري عبر المحيط الأطلسي، وهو ما سيكون له انعكاس على مستويات التنمية بهذه البلدان الصديقة، وبالتالي تراجع مؤشرات الفقر وما يرتبط بها من انتشار الهجرة غير شرعيةوغيرها.[7][8][9]

## الطريق السريع مدينة تزنيت، مدينة الداخلة في خدمة المبادرة
كما سيساهم الطريق السريع تيزنيت - الداخلة، الذي وصلت نسبة اشغاله إلى حوالي 100٪، في فتح الأبواب لربط هذا الميناء الاستراتيجي بالعمق الأفريقي عبر موريتانيا ، في خطوة جبارة هدفها تعزيز التنمية والتجارة على الصعيدين الإقليمي والقاري.

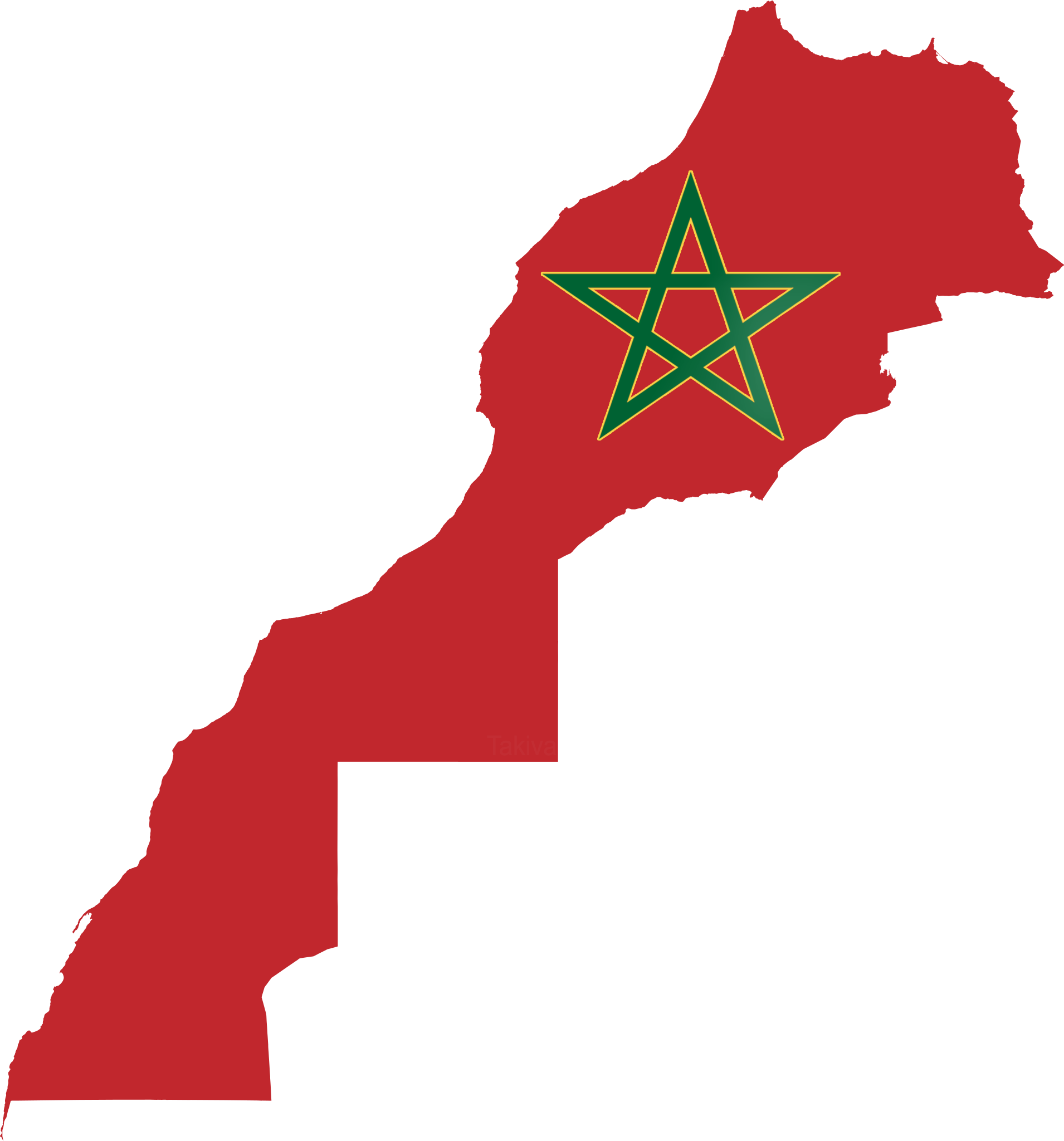
المغرب

## الدول المستفيدة
موريتانيا والسنغال، بل أيضا دول الساحل التي شاركت في الاجتماع الوزاري التنسيقي الذي انعقد بمراكش (مالي، النيجر، بوركينا فاسو وتشاد).

## خارطة طريق
يعتزم المغرب اعتماد خارطة طريق لاستفادة دول الساحل من المحيط الأطلسي رغم الصعوبات التي تواجه هذه الدول.
وإن كانت الأوضاع السياسية الأمنية بعثرت أوراق هذا التكتل الساحلي، فإن الرباط تراهن على الجانب الاقتصادي من أجل إعادة الروح لهذا التكتل الذي يضم كلا من مالي والنيجر وبوركينا فاسو وتشاد وموريتانيا .
- 26 ابريل 2025، سيدي إفني - أكد باحثون وأكاديميون مغاربة وأجانب، أن المبادرة الملكية الأطلسية التي أطلقها الملك محمد السادس، لتعزيز ولوج دول الساحل إلى المحيط الأطلسي، تشكل "رؤية طموحة ومبتكرة" لجعل منطقة الساحل فضاء إقليميا للسلم والاستقرار والتنمية المشتركة.[14] [15] [16] [17]

## الدول الداعمة
- يوليوز 2024، أشادت وزيرة الشؤون الخارجية والتعاون الدولي بجمهورية مالاوي، نانسي تيمبو، بمدينة العيون، بمبادرة الملك محمد السادس الرامية إلى تسهيل ولوج دول الساحل إلى المحيط الأطلسي.[7][9][18]
- أكتوبر 2024، أشادت تنزانيا، وبشكل رسمي، وعلى لسان نائب وزير خارجيتها، بالمبادرة التي أطلقها الملك محمد السادس، لتعزيز ولوج دول الساحل إلى المحيط الأطلسي والتي تتيح فرصة كبيرة التحول الاقتصادي للمنطقة برمتها.[11][19][20]

- 2025، موريتانيا ،التوقيع بنواكشوط على اتفاقية لتنفيذ الربط الكهربائي بين المغرب وموريتانيا لدعم مبادرة العاهل المغربي الملك محمد السادس لدول الساحل.[21] [22] [23] [24]

- فبراير 2025، من بينها موريتانيا ونيجيريا وأنغولا.. برلمانات 20 دولة إفريقية تعلن الانخراط في المبادرة الأطلسية المغربية مع احترام السيادة والوحدة الترابية. [25] [26] [27] [28]

- ألبانيا تعرب عن اهتمامها الكبير بالمبادرة الدولية للعاهل المغربي الملك محمد السادس الرامية إلى تسهيل ولوج بلدان الساحل إلى المحيط الأطلسي. [29] [30] [31] [32]

- 06 مارس 2025، المجلس الوزاري المشترك بين مجلس التعاون الخليجي والمغرب يجدد دعمه لمغربية الصحراء ولأنبوب الغاز نيجيريا المغرب ومبادرة المملكة لدول الساحل. [33] [34]
- 28 أبريل 2025، وزير خارجية مالي، عبد الله ديوب :"نثمن المبادرة الملكية الأطلسية التي تتماشى مع بلداننا في الساحل لتنويع ولوجها إلى الواجهة البحرية". [35] [36] [37] [38]

- ماي 2025، موريتانيا تنضم رسميًا لشراكة الأطلسي.. الرؤية الملكية المغربية تتجذر في عمق الساحل. في خطوة استراتيجية ذات أبعاد جيوسياسية كبيرة، أعلنت موريتانيا انضمامها رسميًا إلى مبادرة "شراكة دول الأطلسي" التي أطلقها المغرب، مُجسدة بذلك رؤية العاهل المغربي الملك محمد السادس الرامية إلى إعادة تشكيل التوازنات الجيو-اقتصادية في غرب إفريقيا وفتح بوابة الأطلسي أمام دول الساحل غير الساحلية.[39] [40] [41] [42]إن هذه المبادرة ليست مجرد تعاون اقتصادي، بل هي تحول نوعي في مقاربة التنمية والأمن والاستثمار، حيث تمكّن دولًا مثل النيجر، مالي، بوركينا فاسو وموريتانيا من الوصول إلى المحيط الأطلسي، مما يُعيد رسم الخرائط اللوجيستية والسيادية في المنطقة. انضمام موريتانيا ، بحكم موقعها الجغرافي وجذورها الساحلية الصحراوية ، يُمثل نقطة ارتكاز محورية نحو تكامل إقليمي جديد قائم على التضامن، والربط البحري، والشراكات ذات المنفعة المتبادلة، بعيدًا عن منطق الوصاية والهيمنة التقليدية.[39] [40] [41] [42]هذه الخطوة تُعد تجسيدًا لرؤية ملكية مغربية عميقة تجعل من الأطلسي فضاءً مشتركًا للتنمية الإفريقية المستدامة، ولتأكيد دور المملكة كفاعل إفريقي وازن، يُبادر ولا ينتظر.[39] [40] [41] [42]

- غشت 2025، في خطوة استراتيجية تعكس تحوّلًا جديدًا في العلاقات الاقتصادية واللوجستية بين المغرب وموريتانيا، يُرتقب خلال الأسابيع القليلة المقبلة افتتاح معبر حدودي دولي جديد يربط مدينة السمارة المغربية بمنطقة بير أم اكرين شمال موريتانيا، مرورًا بمنطقة أمغالة، ما من شأنه أن يُنعش التبادل التجاري ويُحفز الاستثمارات الثنائية في المنطقة. [43] [44] [45] الإعلان عن المعبر الجديد جاء بالتوازي مع كشف وزارة التجهيز والنقل الموريتانية، عن إطلاق مشاريع بنية تحتية كبرى تشمل سككًا حديدية وطرقات وجسورًا، ما يؤشر على تحول شامل في البنية الاقتصادية للبلاد. [43] [44] [45]

## وصلات خارجية
- الإتحاد الافريقي